# Perkozowe
Perkozowe (Podicipediformes) – monotypowy rząd ptaków z infragromady ptaków neognatycznych (Neognathae).

## Zasięg występowania
Rząd perkozowych obejmuje gatunki zamieszkujące stojące wody śródlądowe, rzadziej wolno płynące rzeki (poza sezonem lęgowym niektóre gatunki widuje się na morzu). Występują na całym świecie poza najwyższymi szerokościami geograficznymi. Niektóre gatunki są szeroko rozpowszechnione, a inne endemiczne.

## Cechy charakterystyczne
Ptaki te charakteryzują się następującymi cechami:
- długość ciała 23–74 cm, masa ciała 120–1500 g[4],
- doskonałe przystosowanie do pływania i nurkowania z dużą szybkością, przyciskają wtedy skrzydła do ciała, a łapy mają wyciągnięte skośnie do góry, to pozwala np. perkozowi dwuczubemu przepłynąć pod wodą 40 m,
- na palcach znajdują się płatkowate rozszerzenia, fałdy odchodzące z każdego palca łączące się tylko u podstawy – odpowiednik błony pławnej,
- pazury wyglądają jak spłaszczone paznokcie,
- nogi przesunięte ku tyłowi, części ruchome to tylko krótkie i spłaszczone skoki wraz z palcami,
- ogon szczątkowy z giętkimi sterówkami,
- długa, wyraźna szyja,
- upierzenie gęste i silnie natłuszczone, dające szczelność przed wodą i izolację termiczną, co wynika z dobrze rozwiniętego gruczołu kuprowego. Na stronie brzusznej upierzenie jest tak gęste, a stosiny i promienie piór tak ułożone, że całość wygląda jak futro.
- pierzenie pod koniec lata całkowite (nie mogą wtedy latać, choć w ogóle rzadko to robią), wczesną wiosną – częściowe,
- skrzydła małe i szerokie (jeden gatunek nielotny),
- brak wyraźnego dymorfizmu płciowego, lecz szata godowa różni się od spoczynkowej,
- pływające gniazda z roślin wodnych, a w nich jaja białe, z czasem brązowe od gnijących roślin. Ptaki przykrywają je czasem roślinami, przez co gniazdo wydaje się opuszczone. Gnijące pokrycie i spód gniazda wydziela też ciepło, co stabilizuje temperaturę jaj w czasie nieobecności rodziców.
- pisklęta są zagniazdownikami, choć nie mają dobrze rozwiniętej termoregulacji i dlatego małe pisklęta często są widywane na grzbiecie matki lub ojca schowane wśród ich piór. Rodzice wkładają pożywienie do dziobów swoich piskląt.

Nie wyjaśniono do tej pory, dlaczego w żołądkach perkozów znajduje się kłębki puchu. Nawet dorosłe ptaki podają go do zjedzenia młodym. Możliwe, że mają chronić wrażliwy przewód pokarmowy przed skaleczeniem ośćmi, albo powoduje to opóźnienie przechodzenia treści żołądkowej dalej.

## Systematyka
Wykonane ostatnio badania oparte na analizie DNA sugerują, że perkozy są taksonem siostrzanym dla flamingów (Phoenicopteridae). Do rzędu należy jedna rodzina perkozów (Podicipedidae) z następującymi rodzajami:
- Podilymbus
- Tachybaptus
- Rollandia
- Poliocephalus
- Aechmophorus
- Podiceps